# Sebastián Eyzaguirre
Sebastián Jorge Eyzaguirre Rodríguez (Santiago, 26 de marzo de 1977), también conocido por su apodo "Cuchillo", es un periodista, comentarista televisivo y expresentador de televisión chileno. Es conocido por haber sido notero y presentador de la versión chilena del controvertido programa Caiga quien caiga.

## Biografía
Realizó sus estudios de periodismo en la Universidad Finis Terrae. Sus primeros trabajos fueron en Radio Horizonte y en Pantalla abierta de Canal 13.
Se hizo conocido gracias al polémico programa CQC de Mega, donde realizó notas entre 2004 y 2010.
En 2007 fue locutor de Radioactiva con el programa No somos nada, emitido de lunes a viernes a las 18:00 horas, junto al periodista Juan Andrés Moya.
Abandonó CQC, para enfocarse en Vidas de Canal 13 Cable, en donde entrevista a diferentes famosos.
En 2011 llegó a Radio Universo, además de realizar un programa en Canal 13 con motivo de la Copa América 2011 junto a Aldo Schiappacasse, desde Mendoza.
En 2012, debuta en la conducción de Códigos en UCV Televisión, donde al año siguiente trasladó su programa Vidas. Actualmente, es productor de Magnum de UCV Televisión.[actualizar]
En 2017, CQC regresó a la televisión y Sebastián debuta como presentador del programa aparte de seguir como notero, esta vez emitido por Chilevisión. Sin embargo, este regreso causó más de una polémica[¿cuál?] y debido a su baja audiencia, fracasó, significando su adelantado retiro de la televisión y el fin definitivo de CQC en la televisión luego de su polémico regreso ese mismo año. 

## Problemas con la justicia
En 2021 fue denunciado por su expareja Lorena Vargas, también notera de CQC, por «maltrato habitual y amenazas». Esto llevó a su alejamiento de las redes sociales y del programa en línea CQC. Tras las denuncias, en septiembre de 2023 fue formalizado con cargos de violencia intrafamiliar, por agresiones físicas y psicológicas. Además, la Fiscalía habría recibido una nueva denuncia de otra mujer contra Eyzaguirre de similares características a la de Vargas. El 14 de junio de 2024, fue declarado culpable de maltrato habitual en contra de Vargas, siendo condenado a la pena de 300 días de cárcel, sin embargo cumplirá dicha pena en libertad vigilada.

## Programas de televisión
| Año       | Programa              | Rol                 | Canal        |
| --------- | --------------------- | ------------------- | ------------ |
| 2002      | Pantalla abierta      | Reportero           | Canal 13     |
| 2004-2010 | CQC                   | Reportero           | Mega         |
| 2017-2018 | CQC                   | Reportero Conductor | CHV          |
| 2010-2014 | Vidas                 | Conductor           | 13 Cable-UCV |
| 2011      | La copa está en el 13 | Conductor           | Canal 13     |
| 2012      | Códigos               | Conductor           | UCV          |
| 2016      | "Malas Compañías"     | Conductor           | Vive TV      |